# Liphistius tham
Liphistius tham (Sedgwick & Schwendinger, 1990) è un ragno appartenente al genere Liphistius della famiglia Liphistiidae.
Il nome del genere deriva dalla radice prefissoide greca λιπ-, lip-, abbreviazione di λιπαρός, liparòs cioè unto, grasso, e dal sostantivo greco ἰστίον, istìon, cioè telo, velo, ad indicare la struttura della tela che costruisce intorno all'apertura del cunicolo.

## Caratteristiche
Ragno primitivo appartenente al sottordine Mesothelae: non possiede ghiandole velenifere, ma i suoi cheliceri possono infliggere morsi piuttosto dolorosi.
Questa specie ha un carattere fondamentale in comune con L. kanthan: la forma del poreplate (area dei genitali femminili interni coperta da una zona priva di pori); in L. tham infatti ha pochi ricettacoli sulla parte mediana dell'invaginazione e ha il margine anteriore del poreplate stesso ventralmente più spesso.

## Distribuzione
Questa specie è stata rinvenuta in Thailandia.